# Лі Чон Мін (тенісист)
Лі Чон Мін (нар. 0 грудня 1977) — колишній південнокорейський тенісист.
Найвищу одиночну позицію світового рейтингу — 1242 місце досяг 10 червня 1996, парну — 421 місце — 28 жовтня 1996 року.

## Юніорські фінали турнірів Великого шолома

### Одиночний розряд: 1 (1 поразка)
| Результат | Рік  | Турнір                                 | Покриття | Суперник      | Рахунок  |
| --------- | ---- | -------------------------------------- | -------- | ------------- | -------- |
| Поразка   | 1995 | Відкритий чемпіонат Австралії з тенісу | Тверде   | Ніколас Кіфер | 4–6, 4–6 |

### Парний розряд: 2 (2 перемоги)
| Результат | Рік  | Турнір                                 | Покриття | Партнер        | Суперники                        | Рахунок  |
| --------- | ---- | -------------------------------------- | -------- | -------------- | -------------------------------- | -------- |
| Перемога  | 1995 | Відкритий чемпіонат Австралії з тенісу | Тверде   | Люк Буржуа     | Ульріх Яспер Зецен Ніколас Кіфер | 6–2, 6–1 |
| Перемога  | 1995 | Відкритий чемпіонат США з тенісу       | Тверде   | Жоселін Робішо | Рамон Слюйтер Петер Весселс      | 7–6, 6–2 |